# Bundesnachrichtendienst

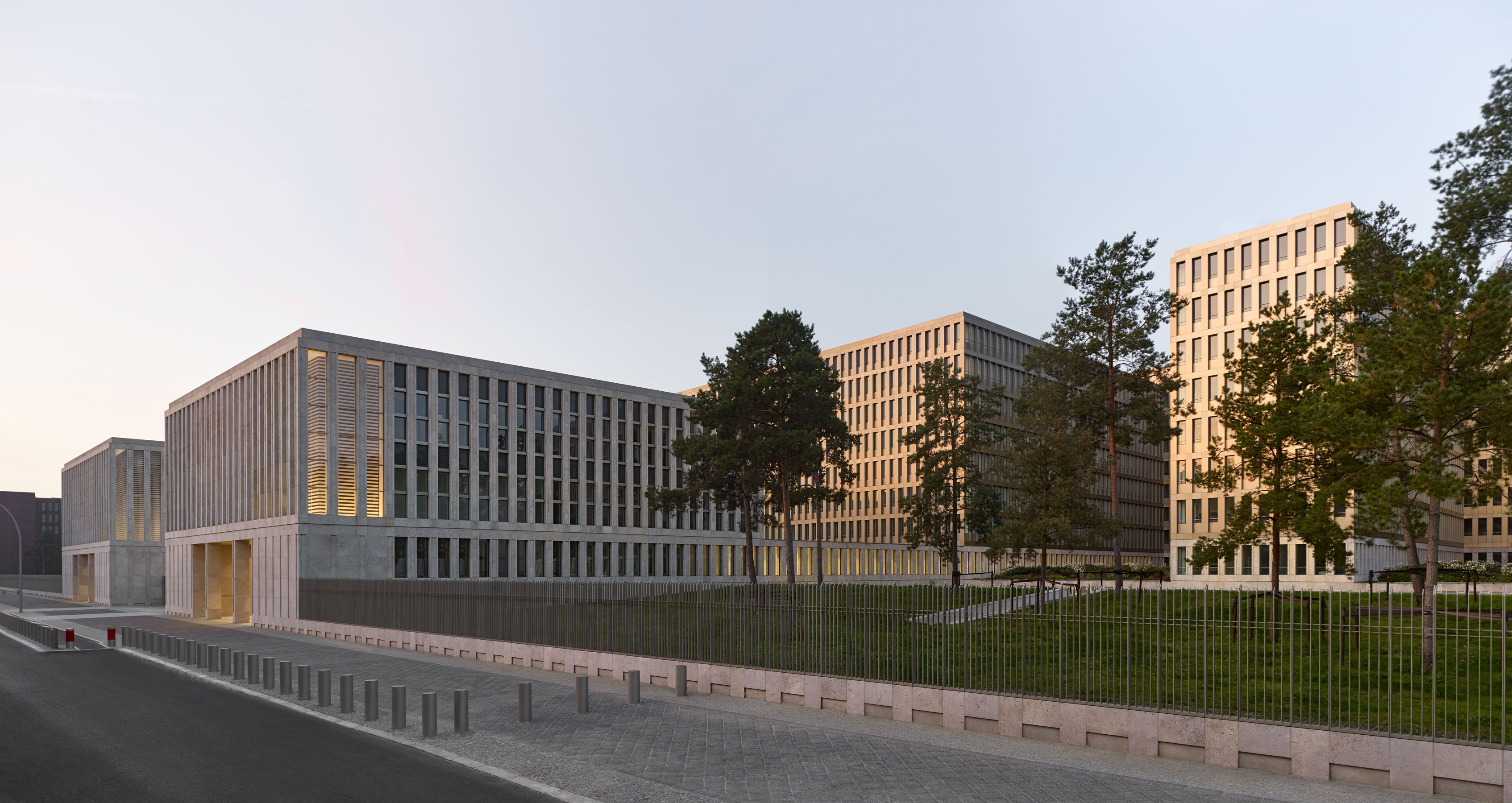
Bundesnachrichtendienst

Bundesnachrichtendienst (Serviciile Federale de Informații - BND) este agenția de informații externe a Germaniei.